# Baksan (stad)
Baksan (Russisch: Баксан) is een stad in de Russische autonome republiek Kabardië-Balkarië. De stad ligt op de oevers van de rivier de Baksan in het stroomgebied van de Terek, 24 km ten noordwesten van Naltsjik.
Baksan verkreeg de status van nederzetting met stedelijk karakter in 1964. De stadsstatus werd in 1967 verkregen. In 2003 werd de plaats Dygoelybgej geannexeerd door de stad. De bewoners van deze plaats zijn het hier echter niet mee eens, daar ze hierdoor meer gemeentelijke lasten moeten afdragen, en willen dat de oude status wordt hersteld.
Nabij de stad ligt aan de bovenloop van de Baksan de waterkrachtcentrale Baksanskaja, die werd gebouwd in de jaren 1930. In 2010 werd de waterkrachtcentrale getroffen door een bomaanslag (waarschijnlijk van islamitische extremisten), waarbij 2 bewakers werden gedood en 2 van de 3 reactoren werden verwoest.
| 1939  | 1959  | 1970   | 1979   | 1989   | 2002   |
| ----- | ----- | ------ | ------ | ------ | ------ |
| 3.800 | 3.600 | 18.400 | 21.800 | 28.767 | 35.805 |

Baksan in Kabardië-Balkarië

Bestuurlijk centrum: Naltsjik

Steden: Baksan · Majski · Nartkala · Prochladny · Terek · Tsjegem · Tyrnyaoez

Districten: Baksanski · Elbroesski · Leskenski · Majski · Oervanski · Prochladnenski · Terski · Tsjegemski · Tsjerekski · Zolski